# Ductus venosus

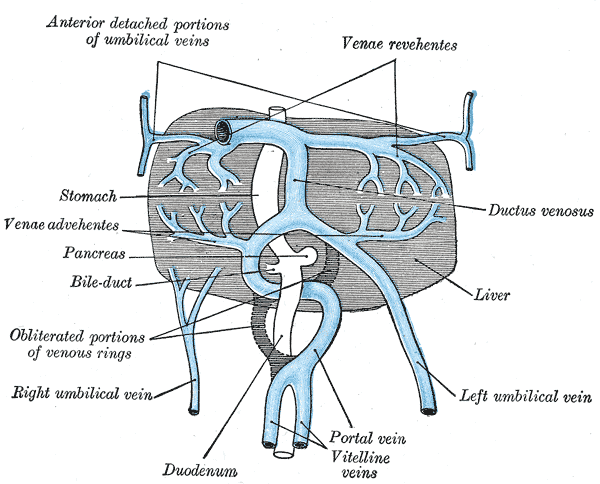
Ductus Venosus

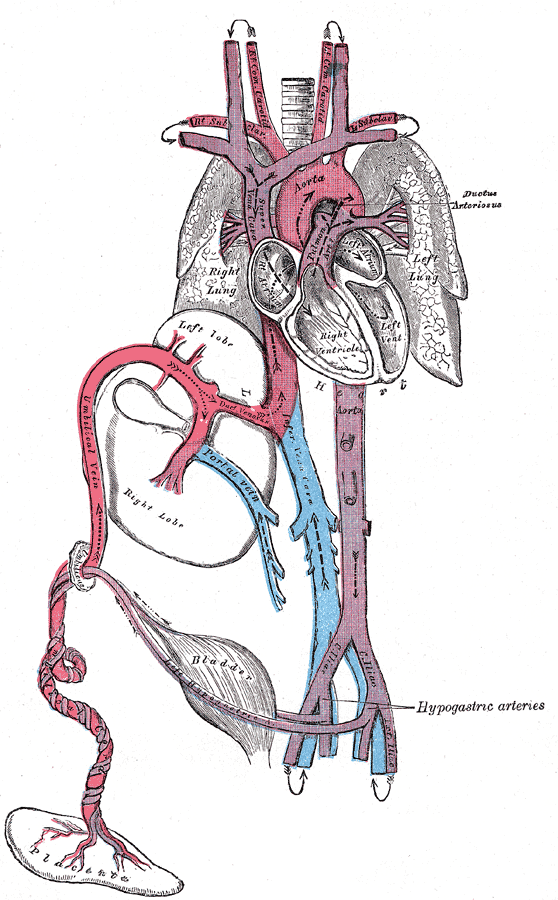

De ductus venosus, ductus venosus Arantii ductus venalis Arantii is een shunt in de bloedsomloop van de foetus. Het is een verbinding tussen de vena umbilicalis en de vena cava inferior.
Na de geboorte sluit deze verbinding normaal gesproken in de eerste week en blijft er een ligament over, het ligamentum venosum.

## Geschiedenis
De ductus Arantii is genoemd naar Giulio Cesare Aranzi die hem voor het eerst beschreef.

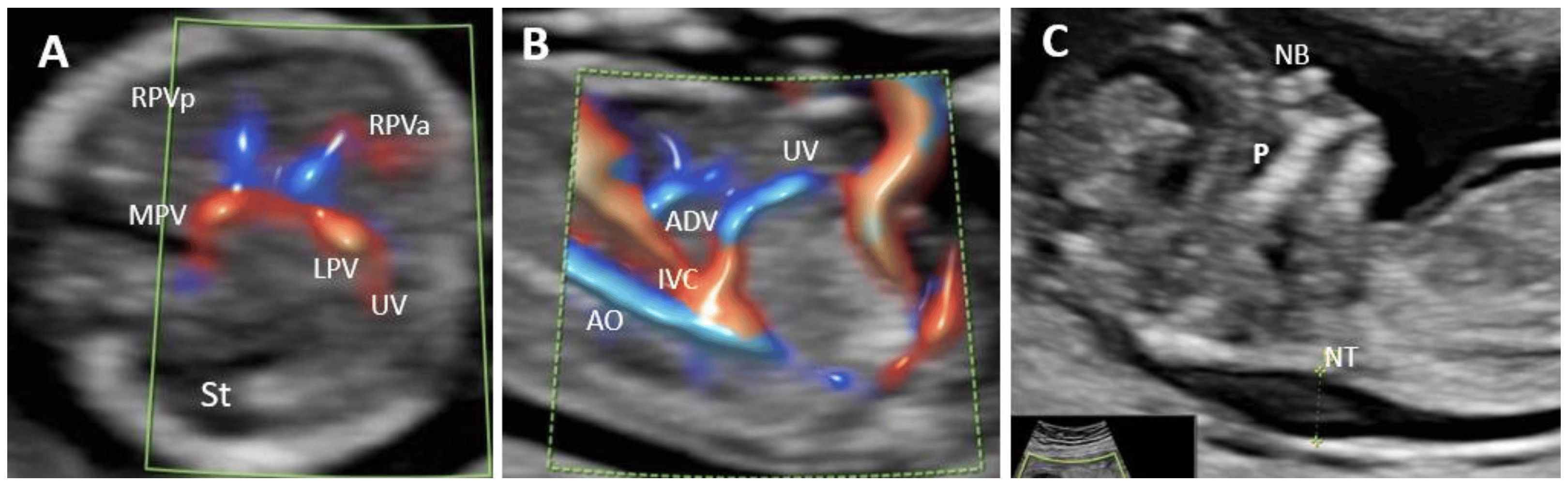
Agenese van ductus venosus (ADV) in een geval van het eerste trimester met drainage van de navelstrengader in de onderste vena cava (IVC) en verhoogde nekplooi. (A): Dwarsvlak van de FT-foetale buik, met high-definition directionele power Doppler toegepast. Er is een “H”-vormige variant van de intrahepatische poortaderverbinding geïdentificeerd; (B): high-definition directionele power Doppler in het sagittale vlak van de foetale buik (hetzelfde geval) toont ADV met drainage van de navelstrengader in de onderste vena cava; (C): mid-sagittale weergave van het foetale gezicht met de maat van de verdikte NT. MPV hoofdpoortader, St maag, LPV linker poortader, UV navelstrengader, RPVa anterieure tak van rechter poortader, RPVp posterieure tak van rechter poortader, Ao aorta, IVC inferior vena cava, ADV ductus venosus agenese, P gehemelte, NB neusbeen, NT nekplooi.